# Léfki (Messénie)
Pour les articles homonymes, voir Léfki.
Léfki, en grec moderne : Λεύκη, est un village du dème de Triphylie, district régional de Messénie, en Grèce.
Selon le recensement de 2011, la population du village s'élève à 130 habitants.